# 1970 aux échecs
| Années des échecs : 1967 - 1968 - 1969 - 1970 - 1971 - 1972 - 1973    |
| Décennies des échecs : 1940 - 1950 - 1960 - 1970 - 1980 - 1990 - 2000 |

Cet article présente les faits marquants de l'année 1970 aux échecs.

## Événements majeurs
- Bobby Fischer remporte le tournoi interzonal de Palma de Majorque  disputé du 9 novembre au 12 décembre 1970[1].
- L'URSS remporte le premier Match URSS - Reste du monde.
- L'URSS remporte l'Olympiade d'échecs de 1970.

## Championnats nationaux
- Argentine : Pas de championnat[2],[3]. Chez les femmes non plus.
- Autriche : Pas de championnat[4]. Chez les femmes, Inge Kattinger et Wilma Samt s’imposent[5].
- Belgique : Carl Van Schoor remporte le championnat[6]. Chez les femmes, Caroline Vanderbeken  s’impose [7].
- Brésil : Herman Claudius van Riemsdijk remporte le championnat[8]. Chez les femmes, c’est Ivone Moysés qui s’impose.
- Canada: Pas de championnat[9].
- Chine : Pas de championnat[10].
- Écosse : G Bonner remporte le championnat[11].
- Espagne : Ernesto Palacios remporte le championnat[12]. Chez les femmes, pas de championnat[13].
- États-Unis : Pas de championnat[14] masculin, ni féminin[15].
- Finlande: Heikki Westerinen remporte le championnat[16].
- France : Jacques Maclès remporte le championnat [17]. Chez les femmes, pas de championnat[18].
- Inde : Manuel Aaron remporte le championnat[19].
- Iran : Nasser Hemmasi remporte le championnat[20].
- Japon: Yukio Miyasaka remporte le championnat[21].
- Pays-Bas : Eddie Scholl remporte le championnat [22]. Chez les femmes, c’est Corrie Vreeken qui s’impose.
- Pologne : Jerzy Kostro remporte le championnat[23].
- Royaume-Uni : Robert Graham Wade remporte le championnat[24].

- Suisse : André Lombard remporte le championnat [25]. Chez les dames, c’est Anna Näpfer qui s’impose[26].
- RSS d'Ukraine : Vladimir Toukmakov remporte le championnat[27],[28], dans le cadre de l’U.R.S.S.. Chez les femmes, Tatiana Morozova s’impose[29].
- République fédérative socialiste de Yougoslavie : Dragoljub Velimirović et Milan Vukic remportent le championnat[30],[31]. Chez les femmes, pas de championnat.

## Naissances
- Xie Jun, championne du monde en 1991, 1993, 1999 et 2000.

## Nécrologie
- En 1970 : Maria Scheffold (en), Ellison Scotland Gibb (en), Anneliese Brandler (en)
- 6 janvier : Vincenzo Castaldi
- 15 janvier : Marianne Schröder (en)
- 24 janvier : Aleksandr Sergueïev
- 18 février : Olof Kinnmark (en)
- 23 mars : Ludwig Rödl
- 6 avril : Adolf Seitz (en)
- 12 avril : Alois Wotawa (en)
- 15 mai : Wilhelm Schönmann (en)
- 23 septembre : Mariano Castillo (en)
- 27 septembre : Miklós Bély (en)
- 4 novembre : Olga Semenova Tyan-Shanskaya (en)
- 26 novembre : Abraham Kupchik
- 28 novembre : Thorsten Gauffin (en)